# Định phi
Định phi Vạn Lưu Ha thị (chữ Hán: 定妃万琉哈氏; 1661 - 24 tháng 5, năm 1757), cũng gọi Ngõa Lưu Cáp thị  (瓦琉哈氏), là một phi tần của Thánh Thánh Tổ Khang Hi Đế.

## Thân thế
Định phi Vạn Lưu Ha thị sinh vào năm Thuận Trị thứ 18 (1661), tên Nữu Nữu (鈕鈕), xuất thân từ tầng lớp Bao y thuộc Chính Hoàng kỳ. Thân phụ của Định phi là Lang trung Tha Nhĩ Bật (拖爾弼). Gia tộc của bà nhiều đời làm trong Tân Giả khố của Nội vụ phủ.
Khái niệm "Tân Giả khố", Mãn ngữ gọi Hồ Thác Hòa (浑托和), ý là "Nửa Tá lĩnh", ám chỉ đến thân phận Nội Quản lĩnh của giai cấp Bao y chuyên về chu cấp ẩm thực trong hoàng cung. Vì duyên cớ của Lương phi, có nhiều người hiện đại hiểu lầm xuất thân Tân Giả khố tương ứng tội nô, thực tế đây là thân phận hết sức bình thường của người Bao y. Gia đình của Vạn Lưu Ha thị có nhiều người nhận nhiệm vụ Nội Quản lĩnh truyền đời, trong đó có quản lý ẩm thực và coi sóc các bữa ăn cho Hoàng gia, được xem là một trong những công việc hết sức hệ trọng.
Căn cứ theo hồ sơ Quất Huyền Nhã (橘玄雅) khảo được từ Lục đầu bài đương (绿头牌档), vào năm Khang Hi thứ 14 (1675), Khang Hi Đế lệnh cho Nội vụ phủ tuyển chọn Bao y Tú nữ, Vạn Lưu Ha thị, cùng Hiếu Cung Nhân Hoàng hậu Ô Nhã thị và Lương phi Giác Thiền thị được lựa chọn vào cung, với thân phận Cung nữ tử. Không rõ thời gian bà được sủng hạnh bởi Khang Hi Đế, nhưng bà đã có danh hiệu Thứ phi - một cấp bậc hậu cung không chính thức. Thời Khang Hi, cung nhân trong hậu cung rất nhiều, dù là tần phi, song vẫn không định được phong hiệu chính thức.
Năm Khang Hi thứ 25 (1686), ngày 18 tháng 1 (âm lịch), giờ Dần, Thứ phi Vạn Lưu Ha thị hạ sinh Hoàng thập nhị tử Dận Đào. Vì phân vị của mẫu thân không cao, Hoàng thập nhị tử được giao cho Tô Ma Lạt Cô, một Thị tùng của Chiêu Thánh Thái hoàng thái hậu.

## Phong Tần tấn Phi
Năm Khang Hi thứ 57 (1718), tháng 4, Khang Hi Đế nói truyền chỉ dụ với Lễ bộ, muốn sắc phong 6 vị trong hậu cung, tuổi 40 tuổi đến 60 tuổi, sinh dục Hoàng tự. Thứ phi Vạn Lưu Ha thị cũng được liệt vào hàng tấn phong. Cùng năm đại phong hậu cung, Hòa tần Qua Nhĩ Giai thị tấn phong Hòa phi, Thứ phi Bát Nhĩ Tế Cẩm thị làm Tuyên phi, Thành tần Đới Giai thị phong Thành phi, Thứ phi Trần thị phong Cần tần, Thứ phi Vương thị phong làm Mật tần. Còn Thứ phi Vạn Lưu Ha thị, lúc này đã 57 tuổi, mới được hưởng phân vị Tần. Hành Tần vị sắc phong, lấy phong hiệu [Định; 定]. Sách văn viết:
| “                                    | 朕惟典司宫教、率九御以承休。协赞坤仪、应四星而作辅。祗膺彝典。载锡恩纶。咨尔瓦刘哈氏。久简宫闱。动循礼法。备令仪之淑慎、彰厥有常。禀懿德之静专、协于克一。兹册封尔为定嫔。尔其徽音益懋、积余庆于家邦。誉命惟新、荷殊荣于简册 . Trẫm duy điển tư cung giáo, suất cửu ngự dĩ thừa hưu. Hiệp tán khôn nghi, ứng tứ tinh nhi tác phụ. Chi ưng di điển. Tái tích ân luân. Tư nhĩ Ngõa Lưu Cáp thị, cửu giản cung vi, động tuần lễ pháp. Bị lệnh nghi chi thục thận, chương quyết hữu thường. Bẩm ý đức chi tĩnh chuyên, hiệp vu khắc nhất. Tư sách phong nhĩ vi Định tần. Nhĩ kỳ huy âm ích mậu, tích dư khánh vu gia bang. Dự mệnh duy tân, hà thù vinh vu giản sách. | ” |
| — Định tần Ngõa Lưu Cáp thị sách văn | |   |

Năm Khang Hi thứ 61 (1722), ngày 13 tháng 11 (tức ngày 20 tháng 12 dương lịch), Khang Hi Đế băng hà. Sang ngày 20 tháng 11 (tức ngày 27 tháng 12 dương lịch), Ung Thân vương Dận Chân lên ngôi, tức Ung Chính Đế.
Bởi vì truyền thống coi trọng Lão trưởng bối trong cung đình, ngoại trừ tôn sùng Thái hậu, bản thân Ung Chính Đế hiếu kính với Phi tần của Khang Hi Đế nên đã tấn phong nhiều người, trong đó có Quý phi Đông thị trở thành Hoàng quý phi, Hòa tần Qua Nhĩ Giai thị trở thành Quý phi, Mật tần Vương thị, Cần tần Trần thị đều thăng lên Phi. Ung Chính Đế còn phụng ý chỉ của Nhân Thọ Hoàng thái hậu Ô Nhã thị, tấn tôn Định tần Vạn Lưu Ha thị làm Định phi (定妃), xưng làm [Hoàng khảo Định phi; 皇考定妃]. Năm thứ 2 (1724), tháng 6, bà cùng các Di phi khác cùng lúc làm lễ.
Dụ của Ung Chính đế năm đó: 
| “                                      | 又谕。朕奉皇太后懿旨。尔兄弟之母。当加意相待。朕念十二阿哥之母。多年侍奉皇考。甚为谨慎。久列嫔位。今晋封为妃。十五阿哥十六阿哥之母嫔。亦晋封为妃。再现在有曾生兄弟之母、未经受封者。俱应封为贵人。六公主之母、应封为嫔。内有一常在、年已七旬。亦应封为贵人。 . Trẫm nhớ đến mẫu thân của Thập nhị a ca, thận trọng hơn người, hầu hạ Hoàng khảo nhiều năm, kính cẩn khiêm nhường, ở tước Tần đã lâu. Nay phong tước Phi. | ” |
| — Dụ phong của Định phi Vạn Lưu Ha thị | |   |

Gia tộc của bà từ đó cũng thoát khỏi thân phận Bao y, nhập vào Chính Hoàng kỳ thuộc Mãn Châu. Dưới triều Ung Chính, dựa theo di huấn của Khang Hi Đế, tất cả các Phi tần có con trai đều đến phủ đệ của con mà sống, do đó Định phi Vạn Lưu Ha thị cũng như Nghi phi, được xuất cung dưỡng già tại phủ đệ của con trai, mà không phải vào Ninh Thọ cung. Cũng theo di huấn, Khang Hi Đế mệnh mỗi tháng các Thái phi đều vào cung lạy bái Hoàng đế và Hoàng thái hậu, nhưng cuối cùng Định phi cùng vài người khác vẫn không chịu vào cung, khiến Ung Chính Đế trách cứ con trai bà. Và cũng mỗi khi đưa lễ vật sinh thần, Định phi cùng các Thái phi khác thường quỳ lạy, có vẻ không thuận tiện cũng như không thuận lý, cho nên Ung Chính Đế ra chỉ cho họ chỉ cần đứng dậy tiếp nhận, cũng hình thành nên quy tắc các Phi tần Tiên triều không cần phải quỳ lạy khi nhận quà của Hoàng đế tại các triều sau. Dưới triều Càn Long, tuy không tiếp tục tôn phong cho Định phi nhưng vào mỗi dịp lễ Tết hoặc yến tiệc của Hoàng gia, Hoàng đế đều hạ chỉ đón bà vào cung tham dự. Ngày thượng thọ thứ 90 của Định phi, Càn Long Đế còn đích thân đến Vương phủ làm thơ chúc mừng.
Năm Càn Long thứ 22 (1757), ngày 7 tháng 4 (tức ngày 24 tháng 5 theo dương lịch), bà qua đời, thọ 97 tuổi, được an táng tại Phi viên tẩm của Thanh Cảnh lăng. Bà chính là phi tần có tuổi thọ cao nhất trong lịch sử nhà Thanh và con trai bà cũng thọ nhất trong các Hoàng tử của Khang Hi Đế.
Khi bà mất, thi thể vẫn được tạm đặt tại Lý vương phủ. Nội vụ phủ từng tâu thỉnh, xin ngày 13 tháng ấy đưa kim quan đi tạm an, nhưng Càn Long Đế bảo Định phi qua đời ở ngoài cung, vốn nên để quan tài tại Lý vương phủ một chút nhằm phá lệ. Khi Càn Long Đế nghe tin Định phi hoăng thệ, ông vẫn đang thực hiện chuyến Nam tuần lần thứ 2, trở về vào ngày 26 tháng ấy. Ngày 29 tháng 4 (âm lịch) cùng năm, Càn Long Đế đích thân đến trước mộ của Định phi tế rượu. Ngày 17 tháng 10 (âm lịch) cùng năm, kim quan phụng di viên tẩm, đến ngày 25 tháng 10 (âm lịch), giờ Tỵ, chính thức được chôn vào Phi viên tẩm.

## Hậu cung bài vị
Căn cứ 《Khâm định đại thanh hội điển tắc lệ》, cuốn 42, hậu phi bài vị trình tự ghi lại:
- Ôn Hi Quý phi
- Tuệ phi, Huệ phi, Nghi phi, Vinh phi, Bình phi, Lương phi, Tuyên phi, Thành phi, Thuận Ý Mật phi, Thuần Dụ Cần phi, Định phi.